# Oganes Zanazanjan
Oganes Zanazanjan (armeniska: Հովհանես Զանազանյան, ryska: Оганес Арутюнович Заназанян), född 10 december 1946 i Aten, Grekland, död 4 oktober 2015 i Jerevan, Armenien, var en armenisk (sovjetisk) fotbollsspelare som medverkade i det sovjetiska landslag som tog OS-brons i fotbollsturneringen vid de olympiska sommarspelen 1972 i München. Han var senare aktiv som tränare. 